# Гронау (Північний Рейн-Вестфалія)
Гронау (нім. Gronau) — місто в Німеччині, знаходиться в землі Північний Рейн-Вестфалія. Підпорядковується адміністративному округу Мюнстер. Входить до складу району Боркен.
Площа — 78,63 км2. Населення становить 48 576 ос. (станом на 31 грудня 2020).